# 双参
双参（学名：Triplostegia glandulifera）为川续断科双参属下的一个种。分布于云南、西藏、四川、陕西南部、湖北西部、甘肃南部及台湾玉山。海拔1500-4000米的林下、溪旁、山坡草地、草甸及林缘路旁。另外还见于尼泊尔、不丹、印度、缅甸和马来西亚。